# مجموعة ميتسوي

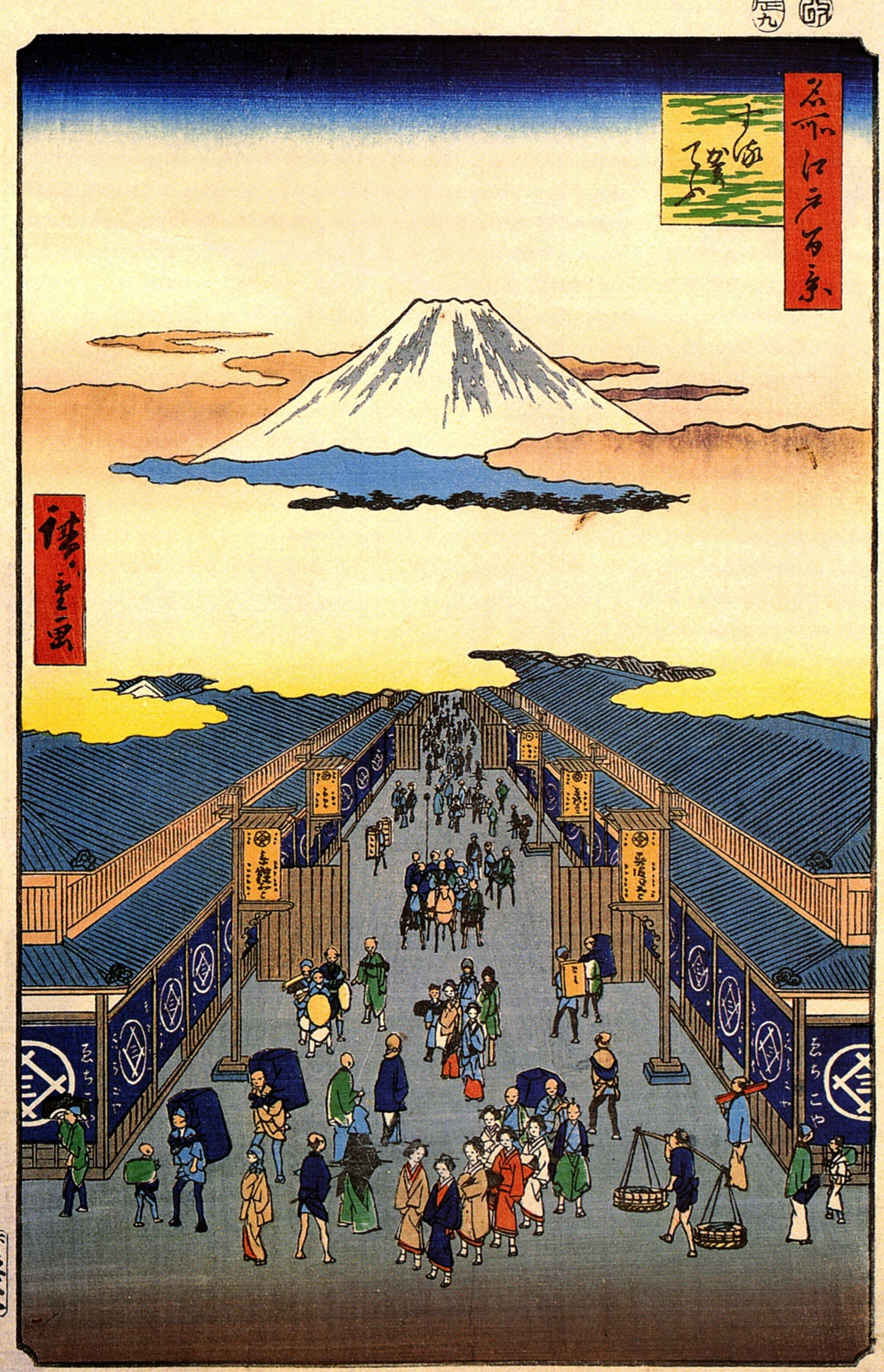
لوحة يابانية عن شارع سوغورا.

مجموعة ميتسوي (باليابانية: 三井グループ) ، هي تكتل رجال الأعمال اليابانيين، وتهدف إلى تصدير المنتجات التجارية إلى دول العالم.

## وصلات خارجية

### إنجليزية
- Company Website

### يابانية
- 三井広報委員会
- 三井業際研究所
- 綱町三井倶楽部